# Strasbourgi repülőtér
A Strasbourgi repülőtér (IATA: SXB, ICAO: LFST) egy nemzetközi repülőtér Franciaországban, Strasbourg közelében. Éves utasforgalma 930 428 fő (2022).

## Megközelítése
A repülőtérhez legközelebb a Gare d’Entzheim-Aéroport nevű vasútállomás található.

## Légitársaságok és úticélok
| Légitársaság        | Célállomások |
| ------------------- | --- |
| Air Arabia Maroc    | Fez |
| Air France          | Amszterdam Szezonális: Figari, Toulon |
| Air France Hop      | Bordeaux, Lyon, Marseille, Nantes, Nice, Rennes, Toulouse Szezonális: Ajaccio, Calvi, Pau, Perpignan                                                                                                  |
| Arkia               | Szezonális: Tel Aviv |
| ASL Airlines France | Szezonális: Oujda |
| Brussels Airlines   | Brussels |
| Iberia Regional     | Madrid |
| Israir Airlines     | Szezonális: Tel Aviv |
| Lufthansa           | München |
| Nouvelair           | Szezonális: Tunis |
| Royal Air Maroc     | Casablanca |
| Ryanair             | Bordeaux, Marseille Szezonális: Palma de Mallorca |
| SunExpress          | Izmir, Kayseri |
| Tassili Airlines    | Algír, Kaszentína Szezonális: Oran |
| TUI fly Belgium     | Szezonális: Agadir, Marrakesh Szezonális charter: Athens, Heraklion, Rhodes |
| Tunisair            | Djerba, Tunis |
| Turkish Airlines    | Istanbul |
| Twin Jet            | Lille |
| Volotea             | Bordeaux, Marseille, Montpellier, Nantes, Nizza, Toulouse Szezonális: Ajaccio, Athens, Barcelona, Bastia, Biarritz, Corfu, Dubrovnik, Figari, Lanzarote, Marrakesh, Olbia, Palermo, Palma de Mallorca |

## Kifutók
A repülőtér futópályái:
- 05/23 (2400 m, 45 m, aszfaltbeton)

## Forgalom
Az utasforgalom az elmúlt években az alábbi módon változott:
| Utasok száma | 519 000 | 1 130 000 | 1 546 000 | 2 013 000 | 2 006 329 | 1 922 708 | 1 074 278 | 1 168 888 | 1 297 177 | 930 428 |
|              | 1980    | 1987      | 1992      | 1996      | 2000      | 2005      | 2009      | 2013      | 2018      | 2022    |